# Andrea Papetti
Andrea Papetti (Cernusco sul Naviglio, 3 luglio 2002) è un calciatore italiano, difensore della Reggiana.

## Caratteristiche tecniche
È un difensore centrale abile nell'impostazione del gioco, dotato di un buon senso della posizione e bravo in fase di marcatura. Ha iniziato a giocare come esterno di centrocampo, per essere poi arretrato prima a terzino destro e poi a centrale di difesa al Brescia.
Nel 2020 è stato incluso dal giornale francese L'Équipe nella lista dei migliori talenti Under-18 europei.

## Carriera

### Club
Cresce calcisticamente nell'Enotria, una scuola calcio affiliata all'Inter, e nel 2015 entra a far parte proprio del vivaio nerazzurro, per poi passare al settore giovanile del Brescia l'anno seguente.
Nella seconda parte della stagione 2019-2020 viene aggregato alla prima squadra delle Rondinelle e il 9 marzo 2020, a 17 anni, esordisce in Serie A, giocando titolare nella partita persa 3-0 in trasferta contro il Sassuolo al Mapei Stadium. Alla ripresa del campionato, dopo lo stop a causa della pandemia di COVID-19, l'allenatore Diego López lo utilizza con continuità. Il 5 luglio 2020, tre giorni dopo il suo 18º compleanno, realizza il suo primo gol in carriera, nella vittoria in casa per 2-0 contro il Verona. Chiude la stagione con 11 presenze in campionato, anche se la squadra lombarda non riesce ad evitare la retrocessione.
La stagione seguente esordisce in Serie B, nella partita pareggiata 1-1 in casa contro l'Ascoli, in cui però riceve un'espulsione. Il 21 novembre 2020 realizza il suo primo gol in Serie B, nella partita pareggiata 2-2 in casa contro il Venezia, risultando decisivo con il gol del pareggio finale al 95'.
A partire dall'arrivo di Josep Clotet sulla panchina delle Rondinelle, il suo minutaggio cala drasticamente, resta al Brescia pure la stagione successiva dove colleziona sole 5 presenze.
Nella stagione 2022-2023 torna a giocare con continuità.
Il 3 luglio 2025 rimane svincolato a seguito del fallimento della società lombarda e il 9 luglio firma un contratto biennale con la Reggiana.

### Nazionale
Nel 2020, Papetti viene convocato in nazionale Under-20, senza però esordire.
Nell'agosto del 2021, riceve la sua prima convocazione in nazionale Under-21, guidata da Paolo Nicolato.

## Statistiche

### Presenze e reti nei club
Statistiche aggiornate al 9 luglio 2025.
| Stagione        | Squadra         | Campionato      | Campionato | Campionato | Coppe nazionali | Coppe nazionali | Coppe nazionali | Coppe continentali | Coppe continentali | Coppe continentali | Altre coppe | Altre coppe | Altre coppe | Totale | Totale |
| Stagione        | Squadra         | Comp            | Pres       | Reti       | Comp            | Pres            | Reti            | Comp               | Pres               | Reti               | Comp        | Pres        | Reti        | Pres   | Reti   |
| --------------- | --------------- | --------------- | ---------- | ---------- | --------------- | --------------- | --------------- | ------------------ | ------------------ | ------------------ | ----------- | ----------- | ----------- | ------ | ------ |
| 2019-2020       | Brescia         | A               | 11         | 1          | CI              | 0               | 0               | -                  | -                  | -                  | -           | -           | -           | 11     | 1      |
| 2020-2021       | Brescia         | B               | 17         | 1          | CI              | 0               | 0               | -                  | -                  | -                  | -           | -           | -           | 17     | 1      |
| 2021-2022       | Brescia         | B               | 5          | 0          | CI              | 0               | 0               | -                  | -                  | -                  | -           | -           | -           | 5      | 0      |
| 2022-2023       | Brescia         | B               | 20         | 0          | CI              | 0               | 0               | -                  | -                  | -                  | -           | -           | -           | 20     | 0      |
| 2023-2024       | Brescia         | B               | 33+1       | 1          | -               | -               | -               | -                  | -                  | -                  | -           | -           | -           | 34     | 1      |
| 2024-2025       | Brescia         | B               | 17         | 0          | CI              | 2               | 0               | -                  | -                  | -                  | -           | -           | -           | 19     | 0      |
| Totale Brescia  | Totale Brescia  | Totale Brescia  | 103+1      | 3          |                 | 2               | 0               |                    | -                  | -                  |             | -           | -           | 106    | 3      |
| 2025-2026       | Reggiana        | B               | 0          | 0          | CI              | 0               | 0               | -                  | -                  | -                  | -           | -           | -           | 0      | 0      |
| Totale carriera | Totale carriera | Totale carriera | 103+1      | 3          |                 | 2               | 0               |                    | -                  | -                  |             | -           | -           | 106    | 3      |